# Eugen Wüster
Eugen Wüster (Wieselburg, 10 oktober 1898 – Wenen, 29 maart 1977) was een Oostenrijks interlinguïst en grondlegger van de terminologieleer.

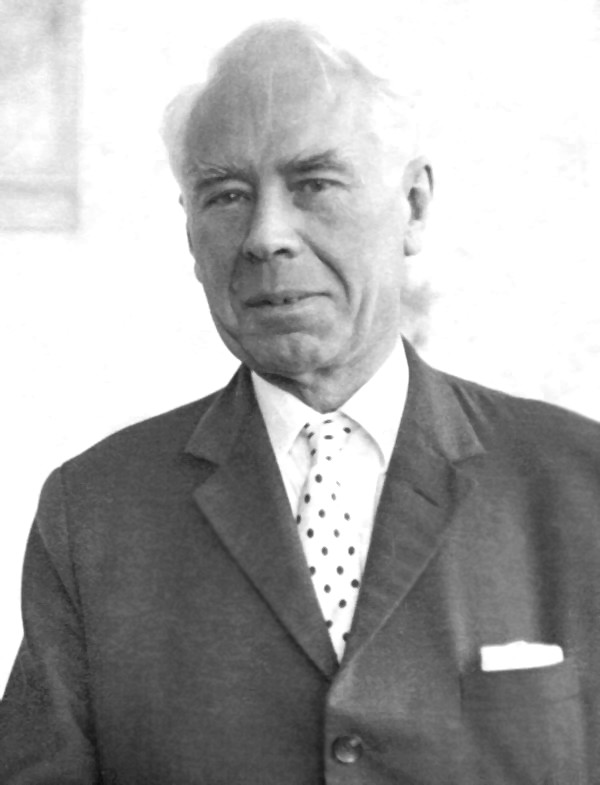
Eugen Wüster in 1967

Hij was oorspronkelijk een industrieel die al sinds zijn vijftiende Esperanto bestudeerde, als vertaler en auteur van verschillende teksten en talrijke artikelen, voornamelijk met betrekking tot Esperanto-terminologie en -lexicografie. Hij studeerde elektrotechniek en nam later de fabriek over van zijn vader.
Tussen de zomer van 1918 en 1920 werkte hij als 20-jarige student aan het woordenboek "Enzyklopädisches Wörterbuch Esperanto-Deutsch", dat tot op heden als naslagwerk voor vroege Esperanto-woordenschat onovertroffen is. De daarbij opgedane ervaring diende als inspiratie voor zijn dissertatie "Internationale Sprachnormung in der Technik, besonders in der Elektrotechnik" (Berlijn 1931), die geldt als een van de eerste werken dat de terminologieleer als eigen discipline behandelt. In 1936 was hij betrokken bij de oprichting van TC37 (terminologische standardisering) van de ISO. Hij leidde deze commissie van 1952 tot 1971.
In 1972 werd hij benoemd tot professor aan de Universiteit van Wenen. Uit zijn erfenis werd aan deze universiteit in het Institut für Wissenschaftstheorie und Wissenschaftsforschung het Eugen-Wüster-Archief opgericht. Op basis van zijn colleges verscheen in 1979 zijn Einführung in die allgemeine Terminologielehre und terminologische Lexikographie, dat als standaardwerk voor de klassieke terminologieleer geldt. 